# Jacob Östberg
Jacob Otto Alexander Östberg, född 16 november 1973, är en svensk företagsekonom och professor företagsekonomi med inriktning marknadsföring vid Företagsekonomiska Institutionen, Stockholms universitet. Han var tidigare Sveriges första professor i reklam och PR.

## Biografi
Östberg disputerade vid Lunds universitet 2003 på avhandlingen What's Eating the Eater? Perspectives on the Everyday Anxiety of Food Consumption in Late Modernity, på svenska ungefär Varför skaver maten? Perspektiv på sentida vardagsångest över egna matkonsumtionen. Han tilldelades Sparbanksstiftelsens Färs & Frosta forskningspris ur Skåneländska Gastronomiska Akademiens hand för avhandlingen.
Han har arbetat vid de företagsekonomiska institutionerna i Lund och Stockholm samt som gästlärare vid Bilkent University i Ankara. Östberg har också varit gästprofessor i marknadsföring på Aalto-universitetets handelshögskola i Helsingfors. Han forskar inom konsumtionskulturteori och hans forskning handlar om hur mening skapas i gränslandet mellan individer, företag och media i dagens konsumtionssamhälle.
Östberg har publicerat artiklar i tidskrifter som bland annat Consumption, Markets & Culture; European Journal of Marketing; Journal of Consumer Culture; Journal of Consumer Research; Journal of Marketing Management och Marketing Theory. Han höll ett föredrag i februari 2015 om marknadsföring på TEDx Stockholm vid namn The Stockholm syndrome of advertising.